# Tolvskilling

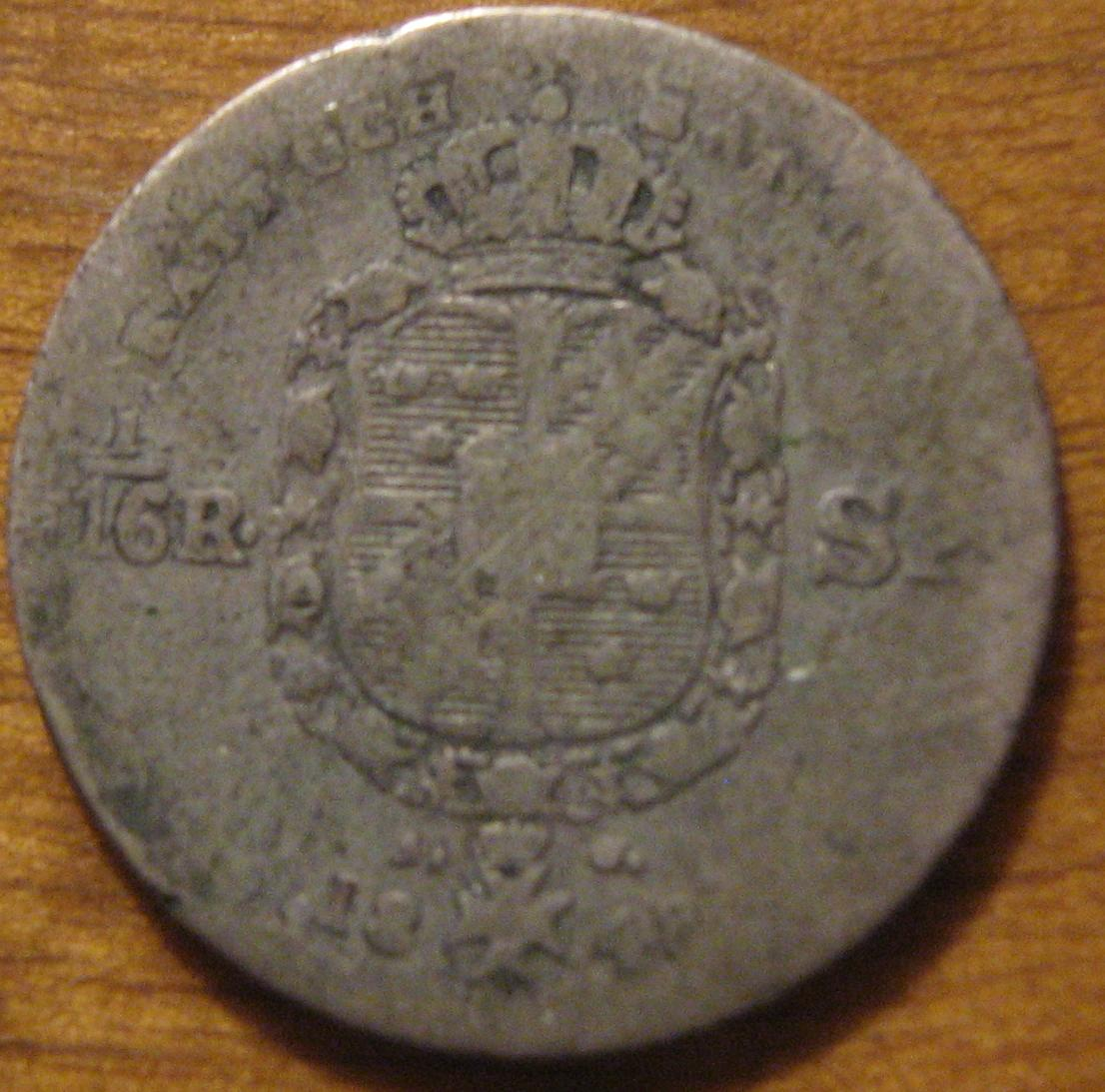
Tolvskilling (1/16 riksdaler specie) från 1848.

Tolvskilling var i folkmun namnet på ett 25-öresmynt, och innan dess på 1/16 rikdaler speciemyntet. Då ¼ riksdaler specie ( 48 skilling banko) efter decimalsystemets införande 1855 ändrades till 1 riksdaler riksmynt (100 öre)  blev 1 skilling motsvarat av cirka 2 öre. En tjugofemöring kunde då kallas tolvskilling.

## Populärkultur
Axel "Döderhultarn" Petersson fick smeknamnet "tolvskillingen" för att han brukade sälja sina trästatyetter för 25 öre.